# تروی (ویرجینیای غربی)
تروی (به انگلیسی: Troy) یک منطقهٔ مسکونی در ایالات متحده آمریکا است که در شهرستان گیلمر، ویرجینیای غربی واقع شده‌است. تروی ۲۲۸٫۹۱ متر بالاتر از سطح دریا واقع شده‌است.